# Función (espectáculo)

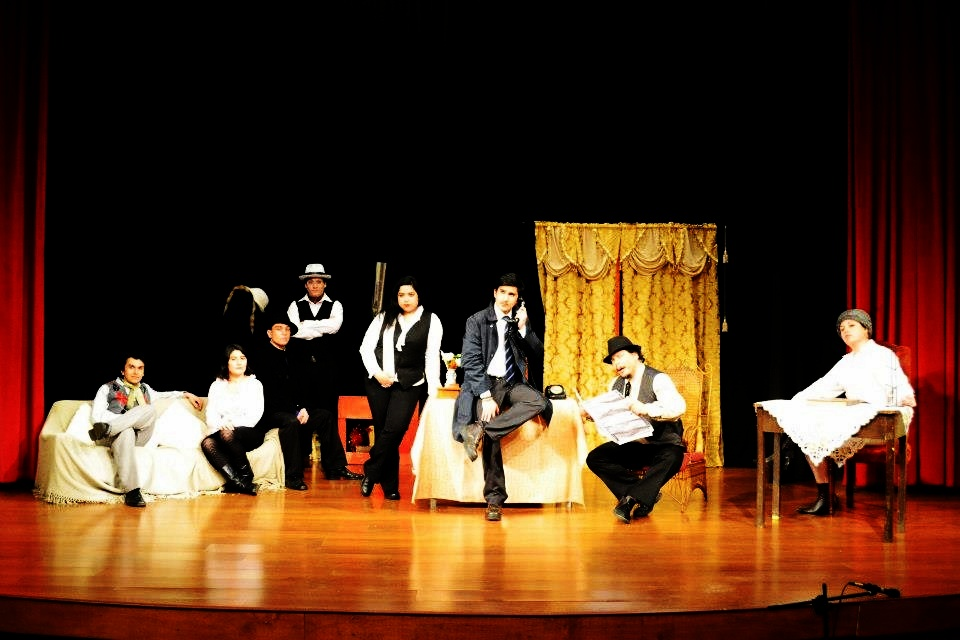
Elenco del Teatro de la Universidad de Talca, en la función de la obra teatral "La ratonera", de Agatha Christie, estrenada en 2012.

Función, en el mundo del espectáculo, se llama, además de a la representación o el espectáculo público en sí mismo, al periodo que este dura u ocupa en el transcurso de una jornada. Es sinónimo de exhibición y de fiesta.

## Tipos
En el campo del teatro, el circo y otros espectáculos similares, se distinguen varios tipos de "función":
- La función benéfica, para recoger fondos dedicados a acciones humanitarias o con fines benéficos.
- La función de despedida o última representación, que suele anunciarse y celebrarse como tal, y en ocasiones a modo de homenaje a un actor que se retira de las tablas.
- La función de gala, que se celebra en ocasiones especiales o fechas señaladas y por lo general con asistencia de personalidades sociales o políticas, famosos y gente de la profesión. También se denomina así al espectáculo al que es obligatorio asistir con vestimenta de gala o traje de etiqueta.
- La función matinal, que se realiza durante la mañana.
- La función de noche, que se realiza durante la noche.
- La función de tarde, las que se realizan a lo largo de la tarde.
- La función única, cuando sólo se representa el espectáculo una vez al día. En el ámbito del teatro español fue una de las principales reivindicaciones de los actores en la década de 1970.[3]

## Funciones de inocentes
En el contexto histórico del teatro español, el diccionario hace referencia también a las llamadas funciones de inocentes, representaciones que con carácter exclusivo se anunciaban para el día 28 de diciembre, con motivo de la celebración de los Inocentes.
José Montero Padilla relata diversas y divertidas anécdotas sobre aquellas "inocentadas teatrales". Así, refiere los primeros versos de la obra titulada Los secretos de doña Sancha, recitados por uno de los dos únicos personajes que aparecían en escena, Doña Sancha:

"Vengo a contaros, don Sancho

las angustias de mi pecho.

Pero este sitio es muy estrecho;

vamos a otro más ancho."

Y caía el telón, que volvía a alzarse mostrando el mismo escenario
y los mismos actores, y estos otros versos en boca de Doña Sancha:

"Las angustias de mi pecho

vengo a contaros, don Sancho.

Pero este sitio es muy ancho;

vamos a otro más estrecho."

Y volvía a caer el telón... Y así hasta una decena de veces. El "inocente" público asistía divertido a estas funciones únicas.
Padilla da noticia de varias obras del especial repertorio teatral del 28 de diciembre: Las mujeres que matan, Crispín y su compadre, Diez minutos de terror, Agonía de un cabo... Y no solía faltar la "función de inocentes" del popular drama de José Zorrilla Don Juan Tenorio; ese día cualquier cosa podía ocurrir: que los actores apareciesen vestidos de calle (y no con sus ropajes de época), que las espadas fuesen escobas, que el Comendador dijera su papel tartamudo, que los papeles se recitasen cambiados (Doña Inés haciendo de Don Juan, etc.)...
Fantasmagórica y humorística resultaba la representación de La cámara oscura: con todo el teatro a oscuras, incluido el escenario, un actor vestido de negro se paseaba con un huevo sobre la cabeza, creando uno de los posibles orígenes del poltergeist. 
A falta de recursos, una de las inocentadas teatrales más frecuentes era la interrupción, ese día 28, de la obra que habitualmente estuviese en cartel, alegando que habían perdido un actor, al que por lo general acababan encontrando sentado entre el público.